# Barasa caradrinoides
Barasa caradrinoides är en fjärilsart som beskrevs av Pieter Cornelius Tobias Snellen 1879. Barasa caradrinoides ingår i släktet Barasa och familjen trågspinnare. Inga underarter finns listade i Catalogue of Life.